# Украинская Центральная рада
Украинская Центра́льная ра́да (укр. Центральна Рада, букв. «Центральный совет»; март 1917—апрель 1918) на начальном этапе — представительный орган украинских политических, общественных, культурных и профессиональных организаций; с апреля 1917 года, после Всеукраинского национального съезда, взяла на себя функции высшего законодательного органа на Украине, координирующего развитие украинского национального движения, провозгласила в одностороннем порядке национально-территориальную автономию Украины в составе России. После свержения Временного правительства Центральная рада провозгласила Украинскую Народную Республику в федеративной связи с Российской республикой, а после разгона Всероссийского учредительного собрания провозгласила государственную самостоятельность Украины.
Украинские историки Валерий Семененко и Людмила Радченко отмечают, что Центральная рада по своей сути являлась предпарламентом, постоянно заявляла о намерении передать власть всенародно избранному Всеукраинскому Учредительному собранию. Фактическая же деятельность Центральной рады делится ими на четыре этапа: тесный союз и сотрудничество с Временным правительством (начало марта — начало июня 1917 года), углубление самостоятельного государственного строительства на Украине (конец июня — конец сентября 1917 года), борьба за федерацию национально-государственных субъектов (октябрь 1917 — середина января 1918 года), борьба за самостоятельность УНР (конец января — 28 апреля 1918 года).
Центральная рада была создана 4 (17) марта 1917 года на волне революционных настроений, связанных с событиями в Петрограде, по инициативе Товарищества украинских прогрессистов (позднее — Украинская партия социалистов-федералистов), Украинской социал-демократической рабочей партии и различных общественных организаций Киева. Позднее в Центральную раду также вошли представители Украинской партии социалистов-революционеров и др. партий.
Председатель — известный деятель украинства М. С. Грушевский.
После революции в октябре 1917 года Центральная рада отказалась признать Совнарком Советской России и взяла курс на отделение Украины от России. В декабре 1917 года при содействии прибывших из России советских войск в Харькове был проведён 1-й Всеукраинский съезд Советов, который провозгласил Украину республикой Советов, объявил Центральную раду вне закона и сформировал правительство, в основном, из большевиков. Совнарком РСФСР оказал содействие украинскому советскому правительству в формировании собственных войск, направив на их усиление отряды Красной гвардии, солдат и матросов из России. Используя организованные большевиками вооружённые выступления рабочих в крупных украинских городах, советские войска свергли власть Центральной рады на большей части территории Украины (Киев был взят 26 января 1918 года). Результатом вооружённой «советизации» Украины стало провозглашение Центральной радой независимости Украинской народной республики (11 января).
27 января (9 февраля) 1918 года представители Центральной рады подписали в Брест-Литовске сепаратный мирный договор с Германией и Австро-Венгрией, после чего обратились к ним за военной помощью в борьбе против советских войск. На основании этого обращения Украина была оккупирована австро-германскими войсками.
В конце апреля 1918 года Центральная рада была упразднена в результате государственного переворота гетмана П. П. Скоропадского, поддержанного оккупационными войсками.

## Состав
Всеукраинский национальный съезд, состоявшийся 6—8 (19—21) апреля 1917 года, выбрал новый состав Центральной рады (115 членов), из которого в дальнейшем был избран исполнительный орган из 20 человек — Комитет Центральной украинской рады (позже стал именоваться Малой радой). Сразу же после съезда состав Центральной рады стал увеличиваться за счёт вхождения в неё новых членов.
На конец июля 1917 года УЦР формально насчитывала 822 депутата, которые принадлежали к следующим группам:
- Всеукраинский Совет сельских депутатов — 212,
- Всеукраинский Совет военных депутатов — 158,
- Всеукраинский Совет рабочих депутатов — 100,
- представители неукраинских советов от рабочих и солдатских депутатов — 50,
- Украинской социалистической партии — 20,
- Российской социалистической партии — 40,
- Еврейской социалистической партии — 35,
- Польской социалистической партии — 15,
- представители от городов и губерний — 84,
- представители профессиональных, образовательных, экономических и общественных организаций и других меньшинств (молдаван, немцев, татар, белорусов).

В Малую раду входило 58 человек, включая 18 представителей национальных меньшинств. Как сама Рада, так и созданное ею летом 1917 г. правительство («Генеральный секретариат») по своему политическому облику были умеренными левыми.

## Формирование Украинской центральной рады

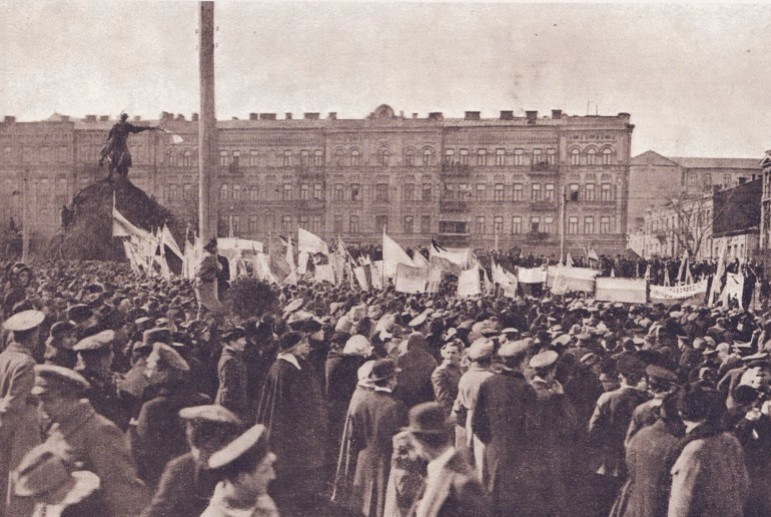
Массовый митинг на Софийской площади в Киеве 19 марта 1917 года

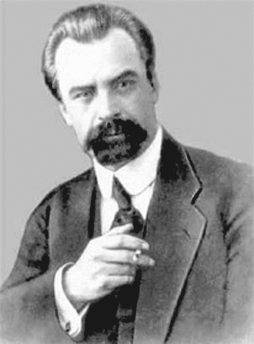
Владимир Винниченко

В отличие от Петрограда, где с первых дней Февральской революции оформилось и утвердилось двоевластие (Временное правительство и Петросовет), в Киеве на арену политической жизни вышла и третья сила — Центральная рада. Датой основания этой организации, задачей которой её создатели определили координацию национального движения, называется 4 (17) марта, а инициаторами её создания стали умеренные либералы из Товарищества украинских прогрессистов под руководством Евгения Чикаленко, Сергея Ефремова, Дмитрия Дорошенко совместно с социал-демократами во главе с Владимиром Винниченко (через несколько недель к деятельности Центральной рады подключились также украинские эсеры).
3 (16) марта на общем собрании представителей политических, общественных, культурных и профессиональных организаций было объявлено о формировании общественного комитета. Среди его членов отсутствовало единство мнений относительно будущего статуса Украины. Сторонники самостоятельности (самостийники) во главе с Н. Михновским выступали за немедленное провозглашение независимости. Автономисты (В. Винниченко, Д. Дорошенко и их сторонники из Товарищества украинских прогрессистов) видели Украину автономной республикой в федерации с Россией. 
Таким образом сформировались два центра национальных сил с различными взглядами на государственно-политическую организацию будущей Украины. Стремясь избежать раскола в национальном движении, руководители согласились создать объединённый орган, получивший название Украинская центральная рада. Самостийники пошли на объединение с федералистами в надежде на то, что развитие революции приведёт тех к признанию необходимости независимости Украины.
На следующий день, 4 (17) марта, в помещении украинского клуба «Родина» (Киев, ул. Владимирская, 42) на собрании представителей политических, общественных, культурных и профессиональных организаций было объявлено о создании Украинской центральной рады.
В своей приветственной телеграмме на имя главы Временного правительства князя Львова и министра юстиции Керенского от 4 (17) марта и в «Обращении к украинскому народу» 9 (22) марта Центральная рада заявила о поддержке Временного правительства. В приветственной телеграмме, в частности, выражалась благодарность за заботу о национальных интересах украинцев и надежда на то, что «недалеко уже время полного осуществления наших давнишних стремлений к свободной федерации свободных народов».
7 (20) марта состоялись выборы руководства Центральной рады. Председателем УЦР был заочно избран Михаил Грушевский, один из руководителей Товарищества украинских прогрессистов, на тот момент отбывавший ссылку в Москве. Его временно замещал Владимир Науменко, а заместителями председателя были избраны Дмитрий Антонович и Дмитрий Дорошенко.

## Деятельность в начальный период
Российский историк С. В. Волков обращает внимание на то, что Центральная рада была образована явочным порядком лицами, объявившими себя «депутатами» от возникших на революционной волне групп, кружков и мелких организаций, объявивших себя партиями, население Украины она ни в малейшей степени не представляла и была учреждением вполне самочинным.

Вот что сообщает один из участников тех событий: 
Депутаты из армии заседали на основании удостоверений, что такой-то командируется в Киев для получения в интендантском складе партии сапог, для отдачи в починку пулемётов, для денежных расчётов, для лечения и т. п. Депутаты «тыла» имели частные письма на имя Грушевского и других лидеров, приблизительно одинакового содержания: «посылаем известного нам…» В конце — подпись председателя или секретаря какой-нибудь партийной или общественной украинской организации. Наш представитель успел снять копию с полномочий депутатов г. Полтавы. Все они были избраны советом старшин украинского клуба, в заседании, на котором присутствовало 8 человек. Всего депутатских документов оказалось 800. На официальный запрос секретарь смущенно ответил, что здесь все документы. Остальные депутаты (около 300) — это Грушевский, Винниченко, Порш и другие члены президиума, которым «передоверены» депутатские полномочия и каждый из них равняется 10-15-25 депутатам.
С приездом Грушевского Центральная рада развернула активную деятельность, имевшую целью получение Украиной автономии. В апреле М. С. Грушевский вышел из Товарищества украинских прогрессистов и стал членом Украинской партии социалистов-революционеров (УПСР), которая в марте организационно оформила свой выход из общероссийской Партии социалистов-революционеров. Украинские социал-демократы и украинские эсеры составили в Центральной раде большинство.
Признанный лидер российского украинства, профессор Михаил Грушевский, до революции придерживавшийся либерально-демократических взглядов, признал возможным в обстановке полной политической и национальной свободы форсировать национально-политический процесс. Сделав своей главной опорой украинских эсеров и украинских социал-демократов, он приступил к выполнению кардинальной политической задачи движения — формированию национальной государственности, первоначально в виде национально-территориальной автономии Украины в России, которую впоследствии предполагалось преобразовать в договорную федерацию.
Как отмечает украинский историк Н. Д. Полонская-Василенко, в первые послереволюционные месяцы «устремления украинских деятелей всех партий ограничивались автономией Украины в федеративной Российской державе. Про самостийность, про создание независимого государства думали только единицы». Автономия мыслилась с самостоятельными внешнеполитическими функциями, в том числе с собственной делегацией на будущей мирной конференции, со своими вооружёнными силами.
Весной 1917 года события на Украине развивались в русле общероссийской революции. Высшим органом власти обновлённой демократической России считалось Временное правительство, которому официально подчинялись гражданские и военные власти. В Киеве оно было представлено губернским комиссариатом. Что касается Центральной рады, то она позиционировала себя как территориальный орган, проводящий на Украине революционную политику Временного правительства. Кроме этих политических сил, фактической властью в своих регионах и на местах располагали советы рабочих, крестьянских и солдатских депутатов. В Киевском Совете рабочих депутатов первоначально преобладали деятели меньшевистского направления, однако вскоре ведущую роль в нём стали играть большевики.

## Всеукраинский национальный съезд
6—8 (19—21) апреля состоялся Всеукраинский национальный съезд, который, согласно концепции «Украинской национально-демократической революции», стал важнейшим событием её начального этапа, первым представительским форумом украинского национального движения на территории Украины и первым шагом к созданию украинского национального государства.
Съезд показал стремление лидеров Центральной рады обеспечить легитимность её как руководящего органа украинского национального движения, стал первым реальным шагом к созданию украинской государственности. Он сыграл важную роль в деле подъёма авторитета Центральной рады, превращения её в верховный орган и центр украинской политической жизни и национально-освободительного движения. По выражению В. Винниченко, после съезда Украинская центральная рада стала «действительно представительским, законным (по законам революционного времени) органом всей украинской демократии».
Проведением Всеукраинского национального съезда завершился процесс формирования Центральной рады и превращения её в общеукраинский орган представительной власти и начался второй период её деятельности — борьба за национально-территориальную автономию Украины.

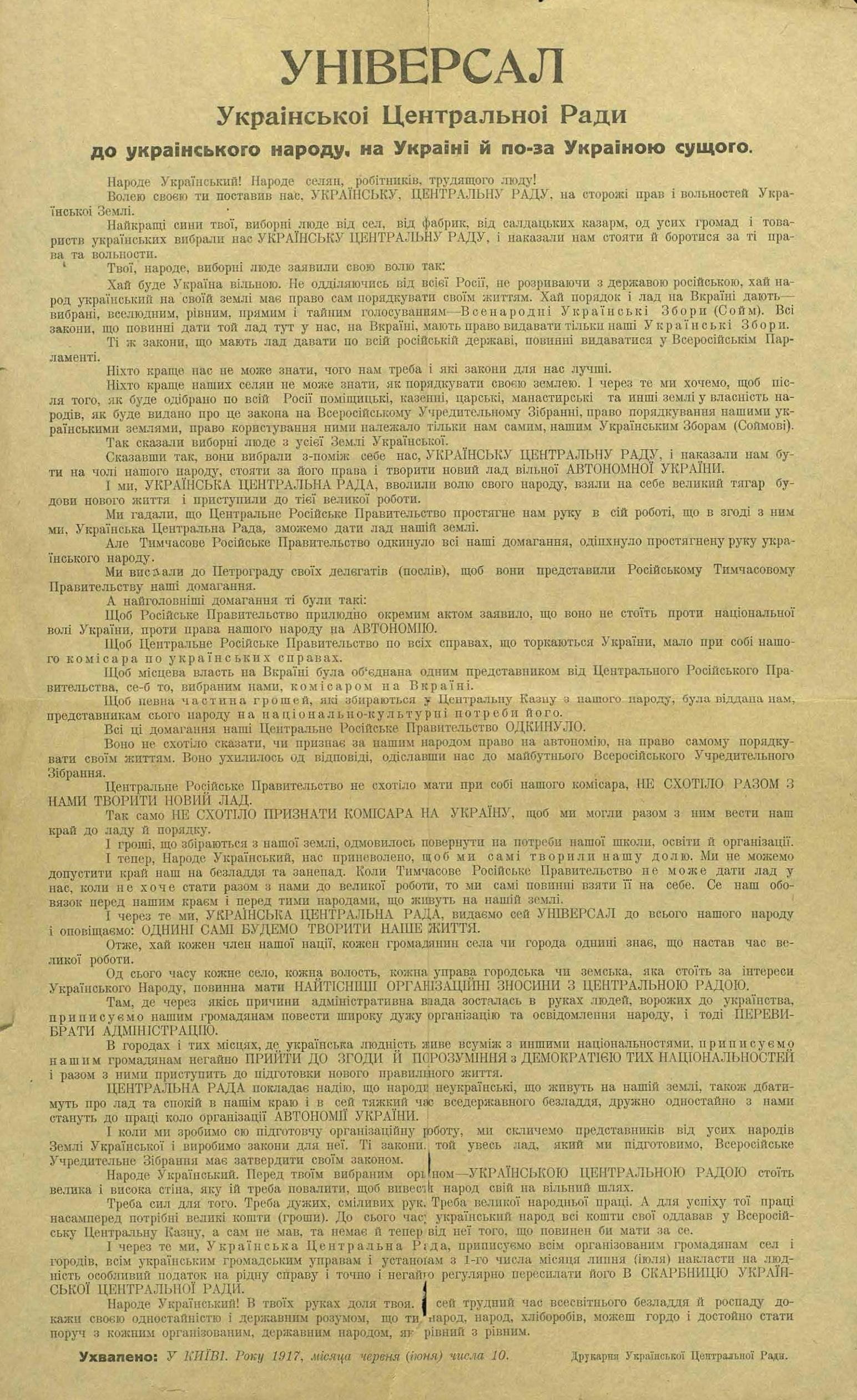
Первый Универсал Центральной Рады

Делегаты съезда избрали новый состав Центральной рады (115 членов) и новый президиум УЦР. М. С. Грушевский был переизбран главой (председателем) УЦР, его заместителями стали С. А. Ефремов и В. К. Винниченко. Они же возглавили и законодательно-исполнительный орган в составе 20 человек — Комитет Центральной рады (позже стал именоваться Малой радой). Мандаты членов УЦР получили известные украинские общественные и политические деятели: Д. Дорошенко, Н. Михновский, В. Прокопович, Е. Чикаленко, А. Шульгин, А. Никовский, С. Русова, В. Леонтович, Л. Старицкая-Черняховская и др. Сразу же после съезда состав Центральной рады стал увеличиваться за счёт вхождения в неё новых членов.
В резолюции съезда было заявлено: «В соответствии с историческими традициями и современными реальными потребностями украинского народа, съезд признаёт, что только национально-территориальная автономия Украины в состоянии удовлетворить чаяния нашего народа и всех других народов, живущих на украинской земле».
Как отмечает М. В. Соколова, уже резолюция этого съезда отражала известную эскалацию требований к Временному правительству. Хотя авторы резолюции вслед за правительством признали, что основные проблемы, стоящие перед страной, могут обсуждаться и решаться только Учредительным собранием, однако требование, чтобы в будущей мирной конференции участвовали «кроме представителей воюющих держав, и представители народов, на территории которых происходит война, в том числе и Украины», явно говорило о намерении превратить Украину в субъект международного права, что уже выходило за рамки программы автономии.
В мае Центральная рада провела ещё несколько «всеукраинских» съездов: военный, крестьянский, рабочий, кооперативный.

## I Украинский военный съезд
Решительное требование «немедленного провозглашения особым актом принципа национально-территориальной автономии» содержалось и в решениях Первого Всеукраинского военного съезда (5—8 (18—21) мая), прошедшего по инициативе новой общественно-политической организации — Украинского военного клуба имени гетмана Павла Полуботка, которым руководил Н. Михновский. На съезд съехались со всех фронтов, флотов, гарнизонов и военных округов не только Украины, но и всей Российской империи более 700 делегатов.
Военный съезд также высказался за «немедленное назначение при Временном правительстве министра по делам Украины», реорганизацию армии по национально-территориальному принципу, формирование украинской национальной армии, а требование «украинизации» Черноморского флота и отдельных кораблей Балтийского флота, по мнению М. В. Соколовой, не только далеко выходило за рамки концепции автономии, но и содержало явные претензии на полное владение Черноморским флотом и раздел Балтийского флота.
На съезде вновь столкнулись два основных направления в украинском национальном движении — «самостийники», намеревавшиеся потребовать от руководства Центральной рады приступить к немедленной организации национальных вооружённых сил, и «автономисты». Доминирующей стала автономистская концепция социалистических партий, представители которых преобладали и в Центральной раде. Они категорически отрицали необходимость создания собственных силовых структур. М. Грушевский отстаивал мнение, что ведущим направлением в историческом развитии Украины должен быть не революционный путь, который сопровождается насилием, кровью и разрушениями, а эволюционный и мирный путь. В. Винниченко придерживался марксистской идеи «всеобщего вооружения народа», отрицая любые шаги, направленные на развитие национальной армии. Под влиянием выступлений Винниченко съезд принял резолюцию «Об украинской народной милиции»: украинская армия после войны должна стать «армией народа (народной милицией), единственной целью которой будет охрана интересов и прав народа».
Именно на этом съезде в большую украинскую политику вошёл член ЦК УСДРП Симон Петлюра, ранее принимавший участие во Всеукраинском национальном съезде как председатель Украинской фронтовой рады Западного фронта. На Первом военном съезде он был избран членом президиума от социалистов. Петлюра председательствовал на заседаниях, выступил с докладами «О национализации армии» и «О вопросах просвещения». Делегаты избрали его главой Украинского генерального войскового комитета (УГВК), созданного съездом для руководства формированием национальных вооружённых сил.

## Отношения с Временным правительством России
На основе резолюций съездов Рада составила специальный меморандум Временному правительству. В первом пункте документа говорилось, что «от Временного правительства ожидается выражение в том или другом акте принципиально-благожелательного отношения» к лозунгу автономии. Выдвигалось требование участия «представителей украинского народа» в международном обсуждении «украинского вопроса», причём предлагалось немедленно «предпринять подготовительные практические шаги по сношению с зарубежной Украиной». Вместо учреждения поста министра по делам Украины предлагалось назначить «особого комиссара», причём предусматривалось наличие такого же комиссара и со стороны Рады. Пятый пункт меморандума гласил: «В интересах поднятия боевой мощи армии и восстановления дисциплины необходимо проведение в жизнь выделения украинцев в отдельные войсковые части как в тылу, так, по возможности, и на фронте». Это был фактически первый шаг к созданию сепаратной армии — и значит, самостоятельного государства. Остальные пункты предусматривали распространение украинизации начальной школы на среднюю и высшую «как в отношении языка, так и предметов преподавания», украинизацию административного аппарата, субсидирование украинских властных структур из центра, амнистию или реабилитацию репрессированных лиц украинской национальности.
16 (29) мая в Петроград направилась делегация УЦР во главе с В. Винниченко и С. Ефремовым. Меморандум УЦР был рассмотрен на заседании Юридического совещания Временного правительства, однако внятного, чёткого решения по поводу выставленных требований принято не было. Как пишет М. В. Соколова, в ходе обсуждения возобладала установка, которая потом определила политику Временного правительства — установка на пассивное ожидание. Не найдя взаимопонимания с Временным правительством и Петросоветом, делегация вернулась в Киев.
Неудачные переговоры в Петрограде подтолкнули УЦР к более решительным действиям. 3 (16) июня было опубликовано Правительственное сообщение об «отрицательном решении по вопросу об издании акта об автономии Украины». В тот же день на Четвёртом общем собрании Центральной рады было решено обратиться к украинскому народу с призывом «организоваться и приступить к немедленному заложению фундамента автономного строя на Украине».

## Первый Универсал Центральной рады. Провозглашение национально-территориальной автономии Украины в составе России. Создание Генерального секретариата
5 (18) июня в Киеве открылся новый, 2-й Всеукраинский военный съезд, созванный вопреки запрету военного министра А. Керенского, который, однако, не принял никаких мер для реализации своего запрета. Съезд прошёл в духе откровенной пропаганды сепаратизма. Выступая перед участниками съезда 7 (20) июня, В. Винниченко дал понять, что лозунг автономии Украины в рамках России, отказ от насильственных мер в защиту национальных требований — это лишь временные, тактические ходы. 10 (23) июня на заседании Комитета Центральной рады был принят и в тот же день обнародован на военном съезде Первый Универсал, провозгласивший в одностороннем порядке национально-территориальную автономию Украины в составе России. Законодательным органом автономии объявлялось Всенародное украинское собрание (Сейм), избираемое всеобщим равным, прямым, тайным голосованием, при этом ясно давалось понять, что его решения будут иметь приоритет над решениями будущего Всероссийского учредительного собрания. Центральная рада брала на себя ответственность за текущее состояние дел на Украине, и для обеспечения её деятельности вводились дополнительные сборы с населения Украины. Как указывает историк Орест Субтельный, в условиях, когда неспособность Временного правительства осуществлять управление страной становилась всё более очевидной, издание Центральной радой своего Первого Универсала имело целью получить признание в качестве наивысшей политической силы на Украине.

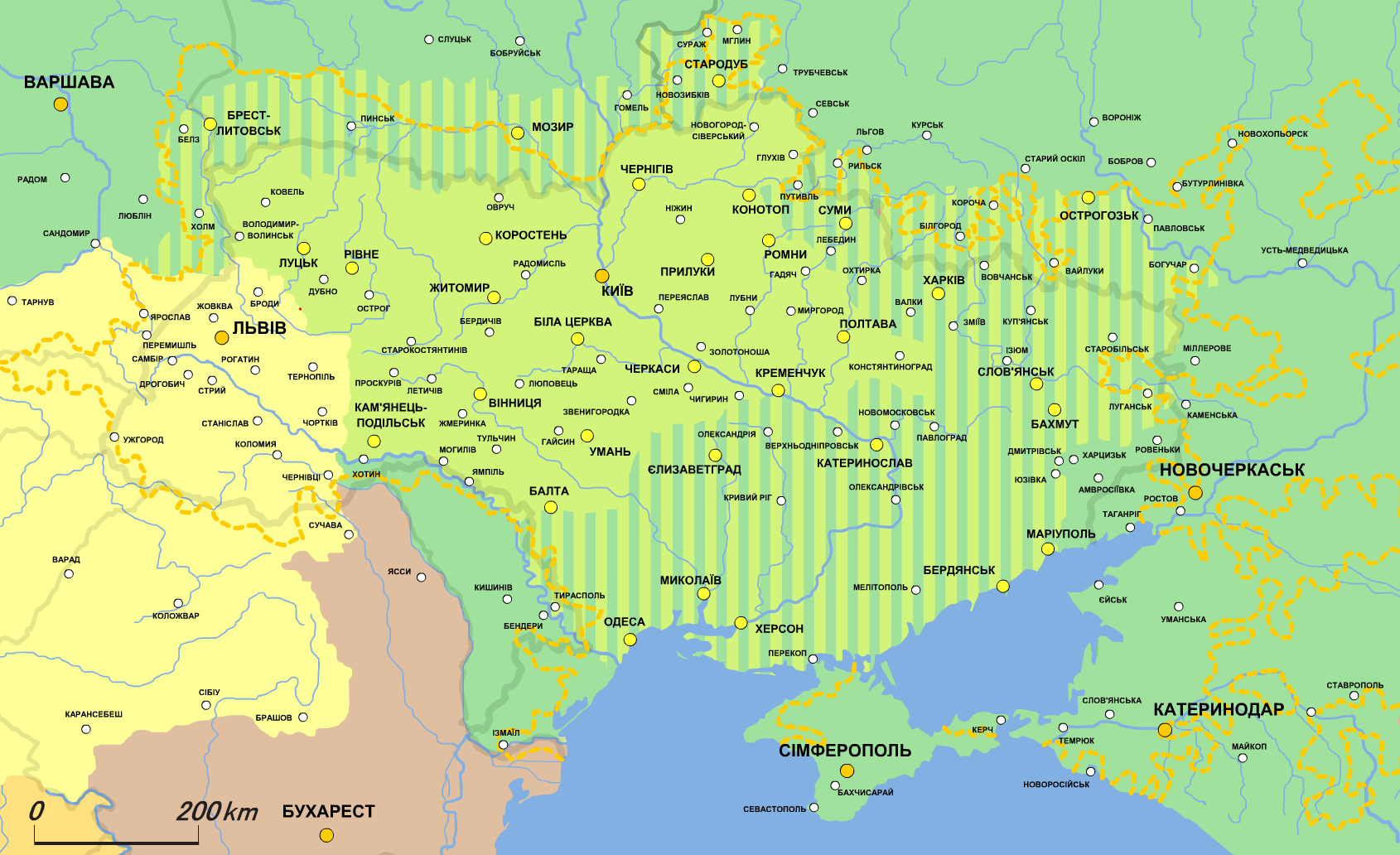
Украинская автономия, признанная Временным правительством России
Территориальные претензии Центральной рады
Этнические границы проживания украинцев
Российская республика
Австро-Венгерская империя
Румынское королевство
Сербия

В резолюциях Второго военного съезда содержались существенные дополнения к концепции украинизации армии — помимо выделения украинцев в отдельные части, теперь уже речь шла и о создании национально-территориальной армии. Фактически такая резолюция означала начало организации национальной армии.
В тот же день, 16 (29) июня, Центральная рада создала Генеральный секретариат — свой исполнительный орган. Председателем (премьер-министром) Генерального секретариата (правительства) был избран В. Винниченко. С. Петлюра занял пост генерального секретаря по военным делам.
Генеральный секретариат принял Декларацию, в которой Центральная рада была названа «высшим не только исполнительным, но и законодательным органом всего организованного украинского народа».

## Переговоры с делегацией Временного правительства. Второй Универсал Центральной рады
28 июня (11 июля) в Киев прибыла делегация Временного правительства в составе А. Керенского, И. Церетели, М. Терещенко с целью наладить отношения с Центральной радой. Делегация заявила, что правительство не будет возражать против автономии Украины, однако просит воздержаться от одностороннего декларирования этого принципа и оставить окончательное решение Всероссийскому учредительному собранию. Переговоры закончились подписанием соглашения, основанного на взаимных уступках. Самый значительный шаг навстречу Раде со стороны Временного правительства состоял в том, что было признано право на самоопределение за «каждым народом».
2 (15) июля из Петрограда в Киев пришла телеграмма с текстом правительственной декларации («Декларации Временного правительства к Украинской Раде»), где говорилось о признании Генерального секретариата как высшего распорядительного органа Украины, а также о том, что правительство благосклонно отнесётся к разработке Украинской радой проекта национально-политического статута Украины.
3 (16) июля была подписана совместная декларация Временного правительства и Центральной рады. В тот же день Центральная рада выпустила Второй Универсал, в котором было заявлено, что «мы, Центральная Рада,… всегда стояли за то, чтобы не отделять Украину от России». Генеральный секретариат объявлялся «органом Временного правительства», признавалась необходимость пополнения Рады за счёт представителей других национальностей, проживающих на территории Украины, и, самое главное, декларировалось, что Рада выступает решительно против самовольного объявления автономии Украины до Всероссийского учредительного собрания. По сути, Второй Универсал подтверждал отказ от провозглашения автономии Украины до созыва Всероссийского Учредительного собрания и практически перечёркивал все прежние обещания УЦР и постановления всех всеукраинских съездов, которые Центральная рада была призвана выполнять.
В ночь с 4 (17) июля на 5 (18) июля 1917 года в Киеве произошло вооружённое выступление солдат Второго украинского полка им. гетмана Павла Полуботка. Главной его причиной послужила непоследовательность и нерешительность Центральной рады в осуществлении провозглашённого лозунга украинской автономии. «Полуботковцы» обвиняли Центральную раду и Генеральный секретариат в угодничестве перед Временным правительством, низкой активности и равнодушии к проблемам армии. Они требовали, чтобы Временное правительство признало Центральную раду и Генеральный секретариат верховной властью на Украине. Центральная рада, однако, отказалась поддержать восстание. Благодаря оперативным действиям Центральной рады и руководства Киевского военного округа (КВО) восстание было быстро подавлено, а большинство его участников направлено на фронт.

## Эскалация противостояния между Центральной радой и Временным правительством
В середине июля украинская делегация прибыла в Петроград для утверждения Временным правительством состава Генерального секретариата. Делегация привезла с собой Статут высшего управления Украиной (в окончательном варианте — Статут Генерального секретариата), в преамбуле которого говорилось, что Центральная рада является органом революционной демократии всех народов Украины, её цель — окончательное введение автономии Украины, подготовка Всеукраинского и Всероссийского учредительных собраний. Генеральный секретариат объявлялся высшим органом власти, которому должны подчиняться все местные органы. В его составе предусматривалось создание коллегии из 14 генеральных секретарей, компетенция которых распространялась на все сферы, за исключением международных связей. За Временным правительством сохранялись функции утверждения состава Генерального секретариата, законопроектов, принятых Радой, и финансовых запросов с её стороны. Все законы Временного правительства лишались прямого действия — они могли вступать в силу только после опубликования их в украинском правительственном вестнике на украинском языке.
Правительственная комиссия, однако, отвергла Статут Генерального секретариата и 4 (17) августа заменила его на «Временную инструкцию Генеральному секретариату Временного правительства на Украине», согласно которой Генеральный секретариат превращался в местный орган Временного правительства, его правомочность распространялась лишь на пять из девяти этнических украинских губерний, на которые претендовала Центральная рада (Киевскую, Волынскую, Подольскую, Полтавскую и Черниговскую (без четырёх северных уездов), были ликвидированы секретариаты военных, продовольственных, судебных дел, путей сообщения, почт и телеграфов. Количество генсекретарей таким образом уменьшалось до семи, причём вводилось квотирование по национальному признаку: на должности не менее трёх из семи генсекретарей требовалось назначать лиц, не принадлежащих к украинской национальности. В документе Временного правительства не было ни малейшего упоминания об июльской договорённости. Разумеется, появление этого документа лишь усилило напряжённость, и Рада в своей резолюции от 9 (22) августа охарактеризовала его как свидетельство «империалистических тенденций русской буржуазии в отношении Украины». Содержащийся же в резолюции призыв к «организованной борьбе… трудящихся масс населения всей Украины» свидетельствовал, по мнению М. Соколовой, о явной эскалации противостояния Киева и Петрограда.
23 июля (5 августа) на Украине прошли выборы в органы городского самоуправления. Сторонники независимости Украины на них полностью провалились, не получив ни одного места; общероссийские партии получили 870 мест, федералисты — 128.
A американский историк украинского происхождения Тарас Гунчак был вынужден признать, что в Екатеринославе при выборах в городскую думу из 110 мест украинцы получили только 11, в Одессе из 120 — пять, в Житомире из 98 — девять, в Херсоне из 101 — пятнадцать, и даже в Киеве украинские партии взяли только 25 мандатов из 125! (о том же пишет )
«Какая ирония, — писал Гунчак в книге «Украина: первая половина XX века», — в то самое время, когда в Киеве заседала Украинская Центральная рада, городом управляли люди, которые крайне враждебно относились к борьбе украинского народа за самостоятельное существование».
Государственное совещание в Москве, проводившееся по инициативе Временного правительства 12 (25) — 15 (28) августа, Центральная рада бойкотировала. Не улучшились отношения между Радой и Временным правительством и после выступления генерала Корнилова 27-31 августа (9-13 сентября). Рада осудила попытку путча, но, заявив, что Временное правительство является единственным законным правительством в России, тут же объявила, что на Украине таковой властью являются Центральная рада и Генсекретариат.
При этом сама Центральная рада в этот период являлась не полноценным государственным органом, а лишь своеобразным общественным институтом, который, однако, очень умело используя трудности и колебания Временного правительства, последовательно шёл к своей цели. Не было реальной власти и у Генерального секретариата. Государственные учреждения его игнорировали, деятельность его не финансировалась, а налоги, как и прежде, шли в российскую казну.
В Декларации Генсекретариата от 30 сентября об июльском соглашении уже не упоминалось — этим документом на Украине явочным порядком вводилась та самая структура управления, на которую Временное правительство наложило запрет своей «Инструкцией» от 4 (17) августа. Более того, в Декларации указывалось, что секретариату по военным делам (создание которого Временное правительство однозначно запретило) должно быть предоставлено право назначения и отстранения «военных чинов в военных округах на территории Украины и во всех украинских войсковых частях», при этом за «высшей военной властью» признавалось лишь чисто формальное право «утверждения» этих распоряжений украинских властей. В ответ Временное правительство, ссылаясь на отсутствие официального постановления об учреждении Центральной рады, приняло решение считать саму Центральную раду, Генсекретариат, а заодно и свою Инструкцию от 4 августа «несуществующими». Спустя неделю Временное правительство попыталось вызвать в Петроград «для личных объяснений» трёх руководителей Рады — В. К. Винниченко (председателя Генсекретариата), А. Н. Зарубина (генерального контролёра) и И. М. Стешенко (генерального секретаря). Рада этот вызов игнорировала, заявив, что «не допустит следствия над украинским революционным народным учреждением». В резолюции, принятой в этот же период Всеукраинской радой военных депутатов, содержался призыв «игнорировать» назначение Временным правительством комиссара г. Киева и считать недопустимыми любые назначения на посты в Киевском военном округе без ведома Центральной рады, а также запрещалось выполнять распоряжения любого должностного лица, назначенного без согласования с Центральной радой. Это был прямой шаг к развалу единой государственности, ещё до Октябрьской революции и свержения Временного правительства.

## Октябрьская революция. Провозглашение УНР
25 октября (7 ноября) 1917 года в Петрограде произошло большевистское вооружённое восстание, в результате чего Временное правительство было свергнуто. Призывы киевских большевиков на совместном заседании исполкомов Советов рабочих и солдатских депутатов поднять восстание и захватить власть успеха не имели. В то же время, чтобы не допустить переброски в Петроград верных правительству войск с Юго-Западного фронта, руководители Центральной рады достигли соглашения с киевскими большевиками. 26 октября (8 ноября) на заседании Малой рады с участием представителей различных политических и общественных организаций был создан Краевой комитет охраны революции, ответственный перед УЦР. Комитету должны были подчиняться все органы власти и силы революционной демократии на Украине (в том числе в губерниях Новороссии и Слобожанщины, не входивших в состав автономии). Одновременно Малая рада приняла резолюцию о власти в стране, в которой высказалась против восстания в Петрограде и пообещала «упорно бороться со всеми попытками поддержки этого восстания на Украине».

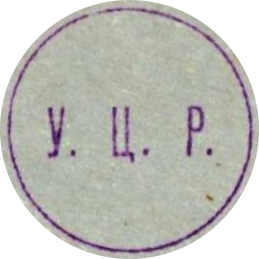
Печать Украинской Центральной Рады.

Возмущённые большевики вышли из состава Краевого комитета и Малой рады, а командование Киевского военного округа, сохранившее за собой с согласия Малой рады военную власть, с помощью верных Временному правительству частей разгромило помещение городского Совета рабочих депутатов, чем вызвало в Киеве большевистское восстание. Центральная рада стянула в Киев лояльные части, в том числе перебросив войска с фронта. В течение нескольких дней большевики были выбиты из города.
28 октября (10 ноября) Центральная рада наделила Генеральный секретариат функциями упразднённого Краевого комитета охраны революции.
29 октября (11 ноября) Генеральный секретариат взял в свои руки дела военные, продовольственные и пути сообщения. 31 октября (13 ноября) общее собрание Центральной рады распространило власть Генерального секретариата на Херсонскую, Екатеринославскую, Харьковскую, Холмскую и частично Таврическую, Курскую и Воронежскую губернии.
Обстановка, казалось, благоприятствовала претворению в жизнь программы Михаила Грушевского по формированию национальной государственности через стадию автономии, чтобы впоследствии обрести полную самостоятельность в России, разбитой на федеративные единицы. Последние усилия по восстановлению власти Временного правительства в Петрограде закончились провалом; в Киев доходили сведения и о разногласиях внутри большевистского руководства, что ослабляло его претензии на роль центрального правительства. К тому же атаман Войска Донского Каледин вступил в конфронтацию с Советом народных комиссаров Советской России и объявил Область независимой до образования законной российской власти.
Украинские руководители были проинформированы и о попытках небольшевистских социалистических групп договориться о создании общероссийского «однородно-социалистического правительства от большевиков до народных социалистов». Представители этих групп совещались в Ставке Верховного главнокомандующего в Могилёве 4—11 (17—24) ноября. Украинские лидеры, представлявшие Центральную раду как раз такой «однородно-социалистической» властью, тоже получили приглашение в Ставку. Но они полагали, что общероссийское правительство должно создаваться «не из центра, который разваливается, а от тех окраин, которые ещё здоровы». Предложенная Центральной радой концепция расчленения России для последующего создания договорной федерации, однако, вряд ли могла быть принята общероссийскими партиями. В итоге 6 (19) ноября направленные в Ставку украинские представители — умеренные демократы из Украинской партии социалистов-федералистов Д. И. Дорошенко и А. И. Лотоцкий лишь согласовали с главковерхом Н. Н. Духониным при посредстве антибольшевистского Общеармейского комитета вопрос переформирования фронтовых частей с целью образования украинской армии по этническому и территориальному признаку.
На фоне всех этих событий 7 (20) ноября, сразу после закрытия очередной сессии Центральной рады, по решению Малой рады в чрезвычайном порядке был принят Третий Универсал, в котором провозглашалось создание Украинской Народной Республики в федеративной связи с Российской республикой: «Во имя создания порядка в нашем крае, во имя спасения всей России оповещаем: Отныне Украина становится Украинской Народной Республикой. Не отделяясь от республики Российской и сберегая единство её мы твердо станем на нашей земле, чтобы силами нашими помочь всей России, чтобы вся республика Российская стала федерацией равных и свободных народов». Провозглашались национализация земли, введение 8-часового рабочего дня, установление государственного контроля над производством, расширение местного самоуправления, обеспечение свободы слова, печати, веры, собраний, союзов, забастовок, неприкосновенности личности и жилища, отмена смертной казни. Было заявлено о включении в состав УНР территорий, большинство населения которых составляют украинцы: Киевской, Волынской, Подольской, Херсонской, Черниговской, Полтавской, Харьковской, Екатеринославской губерний и уездов Северной Таврии (без Крыма). Согласно тексту Универсала, окончательное определение границ УНР, с точки зрения присоединения частей Курской, Холмской, Воронежской и соседствующих губерний и областей с большинством украинского населения, «должно быть осуществлено по согласию организованной воли народов».

## Вопрос о мире и войне. Украинизация армии. Создание Украинского фронта. Союз с Донским правительством
20 ноября (3 декабря) делегация Совнаркома Советской России начала в Брест-Литовске мирные переговоры с делегацией австро-германского блока. Тем временем, после захвата большевиками Ставки Верховного главнокомандующего в Могилёве, военные представители союзников перебрались оттуда в Киев, рассчитывая на сохранение до весны хотя бы украинской части российского фронта. В правительственных кругах УНР ориентации на Антанту придерживалась Украинская партия социалистов-федералистов, видный деятель которой А. Я. Шульгин возглавлял Генеральный секретариат межнациональных (с декабря 1917 года — международных) дел, а также Украинская социал-демократическая рабочая партия, которую в первом составе правительства представляли премьер В. Винниченко, секретарь по военным делам С. Петлюра, секретарь труда Н. Порш, секретарь по судебным делам М. Ткаченко.
В связи с тем, что лидеры Украинской центральной рады намеревались выполнять военные обязательства перед Антантой, они спешили с формированием национальной армии, считая её одним из основных атрибутов и гарантий государственности. Большевистское руководство на первых порах не препятствовало образованию национальных частей, в том числе украинских, хотя Петлюра в своих обращениях к воинам-украинцам, выпущенных 11 (24) ноября, призывал их возвращаться на Украину немедленно, не считаясь с распоряжениями Совнаркома. С 21 ноября (4 декабря) на Украину стали прибывать украинизированные подразделения из разных военных округов и фронтов. В течение ноября украинизация шла медленнее, чем хотелось киевским властям, по ряду объективных обстоятельств, к которым относились серьёзные транспортные проблемы, необходимость заполнять участки фронтов, которые покидали украинизированные части, и сложности с украинизацией этнически неоднородных частей.
Между тем украинская государственность, провозглашённая односторонним актом, пока не имела никакого международно-правового оформления — ни признания другими государствами, ни официальных границ, установленных путём согласованного размежевания с соседями, в том числе с Советской Россией — тем более что Центральная рада отказывалась признавать большевистское правительство в Петрограде.
Большевистское руководство первым попыталось пойти на контакт с Центральной радой. 17 (30) ноября состоялся разговор наркома по делам национальностей И. В. Сталина по прямому проводу с Н. В. Поршем. Говоря о позиции Совнаркома в украинском вопросе, Сталин заверил собеседника, что советское правительство не намерено стеснять полноту автономии Украины. В Киеве, однако, узнав о состоявшемся разговоре, представители российских социал-демократов-меньшевиков и бундовцы потребовали чрезвычайного заседания Малой рады, обвинив Порша в отступлении от официального решения Центральной рады о непризнании Совнаркома. С другой стороны, Всеукраинская рада войсковых депутатов потребовала от Генерального секретариата немедленно приступить к разрешению вопроса о мире в согласии с народными комиссарами и демократами других частей России. Малая рада 21 ноября (4 декабря) была вынуждена принять постановление об участии её представителей в делегации от Юго-Западного и Румынского фронтов для переговоров о перемирии и об обращении с предложением мирных переговоров к Антанте и Центральным державам.
О присоединении представителей УЦР к уже начавшимся брестским переговорам речи не было — напротив, украинские лидеры выразили намерение не только начать самостоятельные переговоры от имени Рады, но и обособиться в военном отношении, вычленив из общероссийского отдельный Украинский фронт «для лучшего претворения в жизнь дела временного перемирия и для защиты Украины». Вечером 23 ноября (6 декабря) Симон Петлюра известил по прямому проводу советского Верховного главнокомандующего Николая Крыленко об одностороннем выводе войск Юго-Западного и Румынского фронтов бывшей Русской армии из-под управления Ставки и объединения их в самостоятельный Украинский фронт Действующей армии УНР, который возглавил антибольшевистски настроенный генерал-полковник Д. Г. Щербачёв, бывший командующий Румынским фронтом. Крыленко известил о произошедшем Совнарком и запросил инструкций. Инструкции для Крыленко 24 ноября (7 декабря) передал Л. Д. Троцкий. Ввиду явно недружественных действий УЦР тон советского правительства, буквально за день до этого приглашавшего киевских лидеров к диалогу и согласию, не мог не измениться. Троцкий в своих инструкциях обозначил неприятие абстрактно-демократической риторики Центральной рады и указал на то, что источник противоречий между двумя правительствами лежит в социально-классовой сфере. Обращаясь непосредственно к трудящимся Украины, он заявил, что «общероссийская Советская власть не будет чинить никаких затруднений самоопределению Украины, в какие бы формы это самоопределение окончательно ни вылилось… Но мы считаем необходимым открыто показать… противоречие социалистической политики Советской власти и буржуазной политики Центральной рады, которая фактически становится… правительством имущих классов на Украине. Не намереваясь ни в малой степени навязывать свою волю украинскому народу, Совет Народных Комиссаров готов всеми зависящими от него средствами поддерживать Советы украинских рабочих, солдат и беднейших крестьян в их борьбе против буржуазной политики нынешних руководителей Центральной Рады».
Троцкий дал указание Крыленко начать немедленную подготовку и выдвижение вооружённых отрядов против белоказаков Каледина и поручил «запросить Украинскую раду, считает ли она себя обязанной оказывать содействие в борьбе с Калединым или же намерена рассматривать продвижение наших эшелонов на Дон как нарушение своих территориальных прав».
Одновременно главковерху поручалось пригласить представителя УНР в состав «общероссийской мирной делегации», которая после объявленного 22 ноября (5 декабря) перерыва должна была продолжить переговоры о перемирии с государствами Четверного союза. Крыленко попросил Петлюру дать «ясный и точный» ответ на вопрос о пропуске советских войск на Дон. Но Петлюра уклонился от ответа, пообещав сообщить решение Генерального секретариата (правительства) позже. Генеральный секретариат по докладу Петлюры постановил отказать в пропуске советских войск и решил искать соглашения с Донским правительством.
К этому времени УНР и Донское правительство уже договорились о совместной борьбе против советской власти, о «союзе юго-восточных областей и Украины». В частности, был запрещён вывоз хлеба и угля за пределы Украины и Дона, закрыта граница УНР с Советской Россией. Донбасс был разделён на две части: восточная часть, граничившая с Донской областью, переходила под управление Всевеликого войска Донского, а западная, входившая в состав Харьковской и Екатеринославской губерний, — под власть Центральной рады Украины.
Правительство Центральной рады не спешило реагировать и на предложение направить своих представителей в Брест — по-видимому, оно рассчитывало на согласованное выступление с правительствами других отделившихся от России республик и областей, которым Генеральный секретариат направил своё собственное предложение (ответа на него так и не было получено).
Тем временем с согласия союзнической военной миссии при Румынском фронте генерал Щербачёв 26 ноября (9 декабря) заключил перемирие между объединёнными русско-румынскими и германо-австрийскими войсками. Это позволило ему приступить к подавлению большевистского влияния в армии.
Лишь 28 ноября (11 декабря) после дополнительного напоминания из Ставки правительство Центральной рады назначило на Брестские переговоры о перемирии не делегатов, а наблюдателей «для информации и контроля, чтобы перемирие было заключено по возможности в соответствии с нашей платформой и не во вред Украинской Народной Республике». Конференция по перемирию возобновилась 29 ноября (12 декабря). Украинские наблюдатели, однако, прибыли в Двинск, к пункту перехода через линию фронта, лишь 1 (14) декабря, накануне завершения переговоров.
Первые контакты между украинскими наблюдателями и представителями австро-германского блока всё же состоялись, хотя правительства Центральных держав до этого времени не принимали УНР во внимание в качестве субъекта переговоров. В Генеральном секретариате также ещё не было готовности к немедленному миру с Четверным союзом. Напротив, украинские социал-демократы и социалисты-федералисты, преобладавшие в правительстве, всё ещё рассчитывали занять место среди государств Антанты. Для этого, однако, следовало поддерживать боеспособность фронта, проходящего по территории Украины. Провозглашение самостоятельности Украинского фронта и вторжение украинских властей в непосредственное управление фронтами и армиями привело к дезорганизации и путанице, подрыву системы единоначалия, а не к сплочению частей и повышению их боеспособности — так, например, на Румынском фронте 8-я армия не признала своей принадлежности к УНР. Чрезвычайный съезд Юго-Западного фронта, состоявшийся 18-24 ноября (1-7 декабря), не согласился с переходом в подчинение украинским властям, а в вопросе о политической власти высказался за Советы солдатских, рабочих и крестьянских депутатов в центре и на местах. Исполнявший должность командующего Юго-Западным фронтом генерал Н. Н. Стогов, обеспокоенный положением на передовой, сообщал в Киев, что «русские части угрожают бежать с Украинского фронта. Катастрофа не за горами» — в войсках Румынского и Юго-Западного фронтов этнические украинцы насчитывали не более трети личного состава. Как указывал в своих мемуарах генерал Русской императорской армии Н. Н. Головин, «сжившиеся в старых Российских войсковых частях солдаты не понимали происходящего, и все, как неукраинцы, так и украинцы, стремились скорее по домам, видя в Раде „врага народа“, мешающего прекращению войны. И вот в армиях бывшего русского Юго-Западного фронта, превращаемого Петлюрой в Украинский, наблюдается следующее явление: солдаты некоторых из войсковых частей пользуются существующей военной организацией для того, чтобы с оружием в руках пробиться домой. Местные большевики используют эти части для борьбы против Центральной рады. Среди русских армий, находившихся в Румынии, этот процесс был прекращён генералом Щербачёвым, который при помощи сохранивших дисциплину румынских войск обезоруживал все уходящие с фронта русские войсковые части, после чего последние сами распылялись. Распылялись и воинские части Юго-Западного фронта, но только после того, как солдаты убеждались, что никто не будет противодействовать их возвращению домой».
8-9 (21-22) декабря Генеральный секретариат и Малая рада всё же постановили участвовать в мирных переговорах. К такому решению киевское руководство подталкивали, в частности, сигналы, которые приходили в Киев от членов эмигрантского Союза освобождения Украины — по их мнению, необходимо было немедленно вступить в переговоры с Центральными державами, поскольку в противном случае сепаратный мир, который Советская Россия заключит без участия Украины, может значительно укрепить Совнарком в качестве единственного правомочного правительства бывшей Российской империи. Эту точку зрения охотнее других приняли украинские эсеры. Украинские социал-демократы и социалисты-федералисты, оказавшись перед фактическим развалом фронта, массовыми антивоенными настроениями и отсутствием реакции потенциальных партнёров на предлагавшуюся Центральной радой идею федерации, также вынуждены были склониться к идее мирных переговоров, пытаясь в официальных декларациях совместить эту новую ориентацию с прежней. 11 (24) декабря правительство определилось с составом делегации во главе с генеральными секретарями Н. В. Поршем и В. А. Голубовичем.

## Начало советско-украинского конфликта
26 ноября (9 декабря) Совнарком РСФСР выступил с обращением ко всему населению «О борьбе с контрреволюционным восстанием Каледина, Корнилова, Дутова, поддерживаемым Центральной Радой»:

В то время, как представители рабочих, солдатских и крестьянских депутатов советов открыли переговоры с целью обеспечить достойный мир измученной стране, враги народа империалисты, помещики, банкиры и их союзники — казачьи генералы предприняли последнюю отчаянную попытку сорвать дело мира, вырвать власть из рук советов, землю из рук крестьян и заставить солдат и матросов и казаков истекать кровью за барыши русских и союзных империалистов. Каледин на Дону, Дутов на Урале подняли знамя восстания… Буржуазная Центральная Рада Украинской Республики, ведущая борьбу против украинских советов, помогает Калединым стягивать войска на Дон, мешает советской власти направить необходимые военные силы по земле братского украинского народа для подавления Калединского мятежа…

27 ноября (10 декабря) советское руководство создало при красной революционной Ставке (бывшая Ставка Верховного Главнокомандующего) в Могилёве Революционный полевой штаб — оперативный орган руководства вооружённой борьбой с «контрреволюцией». В дальнейшем этот штаб находился в непосредственном подчинении В. А. Антонова-Овсеенко.
Конфликт между Совнаркомом и УЦР обострили события, произошедшие в Киеве, когда войсками Рады была пресечена попытка Киевского Военно-революционного комитета поднять вооружённое восстание. Властям стали известны подробности плана восстания и дислокация военных частей, которые могут поддержать ВРК. Большевики рассчитывали захватить мосты через Днепр, «Арсенал», вокзал, телеграф и нанести артиллерийские удары по зданию Центральной рады и скоплениям её войск. Организаторы надеялись произвести переворот до начала созванного по инициативе большевиков Всеукраинского съезда Советов, намереваясь подтвердить захват власти решениями съезда. Ночью на 30 ноября (13 декабря) войска Рады провели разоружение воинских частей, которые должны были принять участие в восстании, а также Красной гвардии трёх заводов и рабочих предместий. Разоружённых солдат «русского происхождения» (не проживающих на территории УНР) под охраной войск Рады отправили в эшелонах к российской границе, а выявленные среди них солдаты-украинцы были демобилизованы.
30 ноября (13 декабря) Петлюра направил командующим фронтами и украинским комиссарам телеграмму о запрете следования воинских эшелонов без специального разрешения Генерального секретариата по военным делам.
30 ноября (13 декабря) — 1 (14) декабря произошёл кровопролитный вооружённый конфликт между красногвардейцами, военными моряками и гайдамаками в Одессе, вызванный тем, что Украинская рада запретила отправку отряда Красной гвардии и матросов на Дон против Каледина. Войска Рады взяли под свой контроль все стратегические объекты. Вслед за этим украинские власти и в других городах попытались ликвидировать Красную гвардию.
Между тем с Юго-Западного фронта к Киеву выдвигались покинувшие фронт части большевизированного 2-го гвардейского армейского корпуса. Для того, чтобы их остановить, Петлюра приказал разобрать железнодорожное полотно, блокировать узловые станции, немедленно разоружать подозрительные воинские части. Признавший власть Центральной рады командир 1-го Украинского корпуса (бывшего 34-го армейского корпуса Русской армии) генерал П. П. Скоропадский был назначен командующим всеми войсками Правобережья Украины (до 20 тысяч бойцов, 77 пушек), прикрывавшими Киев. Скоропадскому удалось разоружить и разогнать солдатские массы, устремлявшиеся к Киеву. Разоружение гарнизонов и частей происходило одновременно в десяти городах — тех, где не был выполнен приказ Петлюры об увольнении солдат-неукраинцев, — а ещё в четырёх городах по подозрению в заговоре были распущены местные Советы. При этом части, признавшие власть Украинской Центральной рады, украинское командование стало перебрасывать с внешнего фронта к северным и восточным пределам УНР.
3 (16) декабря войска генерала Скоропадского, заняв станции Шепетовка и Староконстантинов, разогнали большевистский Военно-революционный комитет 11-й армии. Украинское военное руководство успешно использовало блокировку железных дорог, лишало Ставку телеграфной связи с южными фронтами и пр. «В ночь на 4 декабря ударный украинский батальон разобрал путь между станциями Бахмач и Чесноковка и тем преградил дорогу на Харьков и далее на юг эшелонам, направлявшимся Военно-революционным комитетом [Ставки]. Последние стали возвращаться обратно в Гомель», — сообщал вышестоящим инстанциям местный представитель железной дороги. Это был отряд Р. И. Берзина, сформированный Революционным полевым штабом для борьбы против сил Каледина.
Большевистское руководство остро восприняло произведённое в Киеве разоружение неукраинских частей и провозглашение Украинского фронта. В это же время, 2 (15) декабря, на Дону калединские войска после ожесточённых боёв с ростовской Красной гвардией и отрядом черноморских матросов выбили их из города и разгромили ростовский Совет. Советскому руководству было ясно, что поражение сторонников советской власти в Ростове открывало дорогу для дальнейшего наступления калединских сил вглубь Донецкого бассейна и далее на север. Остановить их было можно, лишь используя и закрепившись на тех территориях, которые Центральная рада провозгласила украинскими.
В связи со складывающейся безотлагательной ситуацией 3 (16) декабря Совнарком поручил комиссии в составе Ленина, Троцкого и Сталина подготовить меморандум к украинскому народу и одновременно ультиматум Раде.
Тем временем в период с 4 по 11 (17-24) декабря по приказу Петлюры и командующего Украинским фронтом генерала Щербачёва войска, верные Центральной раде, захватили штабы Румынского и Юго-Западного фронтов, армий, вплоть до полков, произвели аресты членов Военно-революционных комитетов и комиссаров-большевиков, при этом некоторых из них расстреляли. За этим последовало разоружение румынами тех частей, в которых было сильно влияние большевиков. Оставшись без оружия и продовольствия, русские солдаты были вынуждены в жестокий мороз пешком уходить в Россию.

### Манифест к украинскому народу с ультимативными требованиями к Центральной раде
4 (17) декабря Совнарком Советской России направил открывающемуся в Киеве I Всеукраинскому съезду Советов «Манифест к украинскому народу с ультимативными требованиями к Центральной раде», которым подтвердил «право на самоопределение за всеми нациями, которые угнетались царизмом и великорусской буржуазией, вплоть до права этих наций отделиться от России», и заявлял о безусловном признании всего, что касается национальных прав и национальной независимости украинского народа, и о признании УНР и её права «совершенно отделиться от России или вступить в договор с Российской Республикой о федеративных или тому подобных взаимоотношениях между ними». С другой стороны, в «Манифесте» заявлялось о непризнании Украинской Центральной рады из-за её «двусмысленной, буржуазной политики» — подавления Советов, дезорганизации фронта несанкционированным перемещением украинизированных частей и поддержки кадетско-калединского заговора. В документе содержалось требование к УЦР прекратить дезорганизацию единого общего фронта и пропуск через подконтрольную УЦР территорию войсковых частей, уходящих с фронта на Дон, Урал, в другие регионы России, прекратить разоружение советских полков и рабочей Красной гвардии на Украине, а также «оказывать содействие революционным войскам в деле их борьбы с контрреволюционным кадетско-калединским восстанием». Совнарком заявлял, что в случае неполучения удовлетворительного ответа на предъявленные требования в течение сорока восьми часов он будет считать Раду в состоянии открытой войны против Советской власти в России и на Украине. Генеральный секретариат в тот же день подготовил свой ответ, подписанный главой правительства Винниченко и генеральным секретарём по военным делам Петлюрой (в современной украинской публикации его подпись заменена на подпись руководителя внешнеполитического ведомства Украинской народной республики А. Я. Шульгина). В документе отвергались требования Совнаркома и выдвигались свои условия: признание УНР, невмешательство в её внутренние дела и в дела Украинского фронта, разрешение на уход украинизированных частей на Украину, разделение финансов бывшей империи, участие УНР в общих переговорах о мире. Среди прочего, говорилось: «Украинская демократия в лице украинских советов солдатских, рабочих и крестьянских депутатов, организованных в законодательном органе — Центральной раде и в правительстве… вполне удовлетворена как составом этих органов, так и проведением в жизнь её волеизъявления. Центральной радой не удовлетворены великорусские элементы черносотенского, кадетского и большевистского направления… но Генеральный секретариат предоставляет полную возможность указанным элементам выехать из территории Украины в Великороссию, где их национальное чувство будет удовлетворено. Генеральный секретариат не находит возможным единственно силами украинских частей охранять всю громадную линию фронта… поэтому он уводит украинские войска на Украинский фронт. Производится это во имя спасения хоть одной части фронта и от этой задачи Генеральный секретариат не отступит ни перед какими препятствиями. Если народные комиссары Великороссии… принудят Генеральный секретариат принять их вызов, то Генеральный секретариат нисколько не сомневается, что украинские солдаты, рабочие и крестьяне, защищая свои права и свой край, дадут надлежащий ответ народным комиссарам». Генеральный секретариат приказал разрозненным украинизированным частям, которые находились за пределами Украины, безотлагательно передислоцироваться на территорию УНР.
4 (17) декабря в Киеве открылся Всеукраинский съезд Советов, в работе которого приняли участие более 2 тысяч делегатов. У большевиков ещё оставалась надежда на мирный переход власти в их руки через вотум недоверия Центральной раде. Большевистский оргкомитет постарался разработать квоты делегирования так, чтобы иметь гарантию большинства. Национальные деятели сначала противились созыву съезда, но в конце концов сумели по-своему подготовиться к нему. Они заранее призвали украинские армейские и крестьянские организации направлять на съезд всех желающих, не считаясь с установленными большевиками нормами представительства. Таким образом на съезд прибыли без приглашения 670 делегатов от «Селянской спилки» (Крестьянского союза) и 905 делегатов от украинских армейских организаций. Под давлением разъярённой толпы мандатной комиссии пришлось самораспуститься. Прибывшие сами выписали себе мандаты делегатов, после чего 125 большевиков оказались в меньшинстве среди двух с половиной тысяч собравшихся. Большевиков не допустили в президиум, их ораторов освистывали или совсем не давали им говорить. Из-за получившейся организационной неразберихи они попытались перевести мероприятие в формат совещания. Но сторонники Центральной рады не допустили этого и, используя своё численное превосходство, продолжали заседать как съезд Советов, выразили доверие действующему составу Рады, отклонили предложение о её переизбрании и одобрили резкий ответ Генерального секретариата советскому правительству. Большевики же покинули съезд и 11-12 (24−25) декабря собрались в Харькове (к тому моменту занятому отрядами Антонова-Овсеенко).
6 (19) декабря секретарь Ленина передал главковерху Крыленко от имени Совета народных комиссаров: «Ответ Центральной Рады считаем недостаточным, война объявлена, ответственность за судьбы демократического мира, который срывает Рада, падает целиком на Раду. Предлагаем двинуть дальше беспощадную борьбу с калединцами. Мешающих продвижению революционных войск ломайте неуклонно. Не допускайте разоружения советских войск. Все свободные силы должны быть брошены на борьбу с контрреволюцией».
Петлюра, со своей стороны, 5 (18) декабря приказал украинскому комиссару Северного фронта «никаких распоряжений прапорщика Крыленко, ни его комиссаров, ни большевистских комитетов не выполнять. Все украинцы Северного фронта подчинены Вам и Войсковой фронтовой раде. Немедленно организуйте украинский командный состав… и займите соответствующую позицию по отношению к большевистским революционным комитетам и докажите, что тот, кто поднимает руку на молодую Украинскую народную республику и её благополучие, найдёт в воинах-украинцах фронта решительный и твердый отпор. Поручаю Вам для проведения всего этого в жизнь пользоваться всеми способами, какие вызываются Вашим географическим положением по отношению к Петрограду, откуда надвигается на Украину большая угроза. Необходимо, чтобы Вы эту угрозу удержали возле Петрограда». Это воззвание, правда, осталось пустым звуком ввиду разобщённости украинизированных частей под Петроградом.
Несмотря на воинственные приказы с обеих сторон, они в тот период не означали ещё неизбежности военного столкновения. Петлюра считал, что ему для этого недостаёт украинизированных частей, остававшихся за пределами края. Большевистское же руководство в то время вообще рассматривало украинскую проблему лишь как производную от донской. В. А. Антонов-Овсеенко был назначен главнокомандующим советскими войсками по борьбе с контрреволюцией на юге России — как говорилось в записке В. И. Ленина, «для военных действий против Каледина».

### Формирование Южной группы советских войск для борьбы против войск Каледина и Центральной рады. Провозглашение Советской власти на Украине
После формального оглашения войны 6 (19) декабря СНК РСФСР образовал Южный революционный фронт по борьбе с контрреволюцией. Главнокомандующим войсками фронта был назначен В. А. Антонов-Овсеенко.
В течение нескольких дней советской стороной предпринимались попытки наладить контакты с украинским руководством и разъяснить свою позицию: советское правительство готово признать УНР и не вмешиваться в её самоопределение, но поддержка Центральной радой калединской контрреволюции, создание препятствий для продвижения советских войск на Дон абсолютно неприемлемы: «Соглашение… возможно только при условии категорического заявления Рады об её готовности немедленно отказаться от какой бы то ни было поддержки калединского мятежа и контрреволюционного заговора кадетской буржуазии». Советская сторона требовала обеспечить пропуск войск против Каледина и возвращение оружия разоружённым неукраинским частям. Украинское руководство продолжало настаивать на том, что мирное разрешение конфликта возможно лишь на следующих условиях: признание Совнаркомом УНР, установление федеративной связи между Украиной и Россией, невмешательство советского правительства во внутренние дела Украинской республики, немедленный пропуск всех украинских войск на Украину, выведение с территории Украины всех неукраинских частей. Вопрос о пропуске советских войск через украинскую территорию замалчивался или отводился на задний план.
8 (21) декабря в Харьков — ключевой железнодорожный узел в направлении юга России — прибыли эшелоны с красными отрядами под командованием Р. Ф. Сиверса и матроса Н. А. Ховрина — 1600 человек при 6 орудиях и 3 броневиках, а с 11 (24) декабря по 16 (29) декабря — ещё до пяти тысяч солдат из Петрограда, Москвы, Твери во главе с командующим Антоновым-Овсеенко и его заместителем, начальником штаба, бывшим подполковником Русской императорской армии М. А. Муравьёвым. Кроме того, в самом Харькове уже находились три тысячи красногвардейцев и пробольшевистски настроенных солдат старой армии.
В ночь на 10 (23) декабря в Харькове прибывшие из России советские войска арестовали украинского коменданта города, члена Войсковой Украинской Рады, захватив броневики войск УНР и установив в городе двоевластие. Прибывший в Харьков Антонов-Овсеенко тем временем сосредоточился на подготовке к боевым действиям против сил Каледина. В отношении УНР проводилась политика пассивного противостояния. Украинские администраторы в Харькове были выпущены из-под ареста, в отношениях с местным украинским гарнизоном был установлен нейтралитет.
С прибытием советских войск в Харьков приехала и группа делегатов, покинувших Всеукраинский съезд Советов в Киеве (большевики, часть украинских левых эсеров и несколько украинских социал-демократов), к которым присоединились депутаты III Областного съезда Советов Донбасса и Криворожья.
11−12 (24-25) декабря в Харькове состоялся альтернативный киевскому 1-й Всеукраинский съезд Советов, который провозгласил Украину Республикой Советов, объявил «решительную борьбу гибельной для рабоче-крестьянских масс политике Центральной рады», установил федеративные связи Советской Украины с Советской Россией, избрал большевистский Временный центральный исполнительный комитет Советов Украины, который, в свою очередь, принял на себя всю полноту власти на Украине и утвердил состав своего исполнительного органа — Народного секретариата. Это было первое правительство Советской Украины. Одним из первых декретов украинского советского правительства стал декрет об отмене запрета на вывоз хлеба с Украины в Россию, ранее объявленного Генеральным секретариатом (правительством Центральной рады). Вслед за этим было опубликовано постановление о недействительности вообще всех постановлений Генерального секретариата. В радиотелеграмме, направленной 15 (28) декабря из Харькова в Совнарком, говорилось, что ЦИК Советов Украины считает «непременной задачей… устранить вызванные прежней Радой столкновения… обратить все силы на создание полного единения украинской и великороссийской демократии». 19 декабря 1917 (1 января 1918) года Совет народных комиссаров РСФСР признал Народный секретариат УНРС единственным законным правительством Украины.
Помимо прочего, Совнарком был обеспокоен активной деятельностью Центральной рады по формированию альтернативного общероссийского федерального центра власти, центра борьбы против Совнаркома, вплоть до вероятного переноса Всероссийского учредительного собрания в Киев. Центральная рада уже начала переговоры с Донским войсковым правительством, которое провозгласило Область Войска Донского независимой территорией. Ещё в конце ноября 1917 года Центральная рада обратилась к правительствам казачьих автономий, к правительствам Молдовы, Башкирии, Крыма, Кавказа, Сибири, предлагая им вступить в переговоры о создании федерального центра новой Всероссийской Федеративной республики. В области внешней политики Центральная рада заигрывала с дипломатией Антанты (причём французский консул в Киеве первым поспешил признать Украинскую Народную Республику), и вместе с тем завязывала связи с германской дипломатией.
Тем временем в руководстве УНР назревал конфликт. Премьер УНР В. К. Винниченко считал, что в конфликте с Совнаркомом виновен Петлюра и что его отставка позволит избежать войны. Винниченко выступал за замену профессиональной армии народной милицией, что ослабило бы позиции Петлюры, который настаивал на сохранении старой армии и создании регулярных воинских частей. В киевских газетах была опубликована статья Сталина «К украинцам тыла и фронта», в которой автор прямо указывал на Петлюру как на главного виновника конфликта между УНР и Советской Россией. Винниченко стал настаивать на немедленном разоружении казачьих эшелонов, проходящих через Украину. Петлюра отказывался, заявляя, что порывать связи с российскими казаками «нам не выгодно».
Создание на Украине советского правительства обеспечивало Совнаркому РСФСР свободу действий против правительства Центральной рады. Её лидеры, в свою очередь, ясно отдавали себе отчёт в том, что воевать придётся не столько с красногвардейскими отрядами Харькова, сколько с советскими войсками Антонова-Овсеенко, основную ударную силу которых составляли части регулярной русской армии, перешедшие на сторону большевиков, отряды революционных моряков и красногвардейцы промышленных центров Украины и России.
План советского командования, однако, на первых порах не предполагал широкой войны против УНР, похода на Киев и ликвидации Центральной рады. Речь шла об организации обороны на полтавском направлении, захвате узловых станций Лозовая и Синельниково, что обеспечивало блокаду железнодорожных коммуникаций в сторону Области Войска Донского и открывало путь на Донецкий бассейн, а также о немедленном вооружении рабочих Донбасса. Позднее к этому плану добавилась необходимость «…захвата Александровска как последнего узлового пункта, связывающего Раду с Калединым, и закрепления советской власти в Екатеринославе». В общем, этот план предусматривал образование заслона в сторону Украины и сосредоточение всех усилий против Дона.
На заседании правительства УНР 15 (28) декабря выяснилось, что Украина не готова дать отпор наступлению советских войск. Винниченко не верил в реальность начавшейся полномасштабной войны и предлагал потребовать от СНК РСФСР прекратить военные действия и отозвать войска. Петлюра предлагал организовать немедленное наступление частей УНР на Харьков и создать небольшие мобильные части из оставшегося состава старых разложившихся дивизий для использования их по линии железных дорог — фактически речь шла об «эшелонной» войне, предполагавшей быстрое продвижение войск в эшелонах по железным дорогам вглубь территории противника, при полном отсутствии линии фронта и без объявления войны.

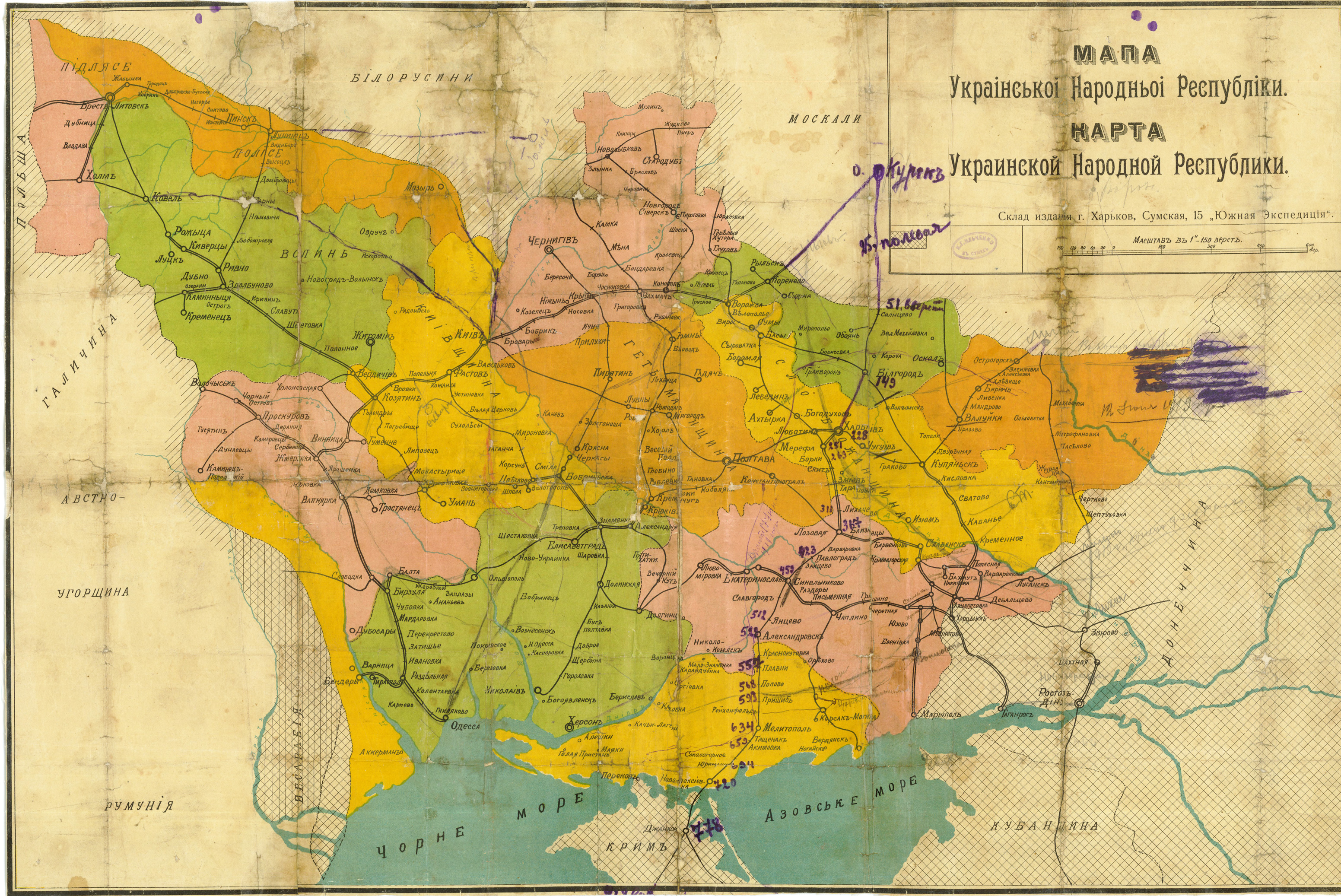
Украина на момент провозглашения Центральной Радой независимости в январе 1918. Карта изданная в Харькове, 1918 год

18 (31) декабря решением Генерального секретариата и Центральной рады Симон Петлюра был отправлен в отставку с поста военного министра и выведен из состава Генерального секретариата. Генеральным секретарём по военным делам был назначен Николай Порш — человек с экономическим образованием и абсолютно некомпетентный в военных делах. Тогда же Генеральный секретариат назначил полковника Юрия Капкана командующим всеми украинскими войсками для борьбы с большевиками, а 26 декабря (8 января) принял постановление о создании армии УНР на принципах добровольности и оплаты. 3 (16) января 1918 года был издан временный «Закон об образовании украинского народного войска», согласно которому украинизированные полки регулярной армии надлежало распустить, заменив их народной милицией. 4 (17) января Николай Порш отдал распоряжение о полной демобилизации армии, которое окончательно дезориентировало и деморализовало украинизированные части. При формировании новых боеспособных частей правительство УНР столкнулось с рядом проблем. Если в конце ноября — начале декабря 1917 года оно могло рассчитывать на чуть ли не 400 тыс. бойцов, то к концу декабря 1917 — январю 1918 года процессы разложения армии привели к тому, что против 12-тысячного большевистского войска, наступавшего на Киев, правительство УНР смогло выставить разрозненные части общей численностью около 15 тысяч бойцов.

### Распространение советской власти и наступление большевиков на Киев
В конце 1917 — начале 1918 гг. формирующиеся советские войска свои основные боевые действия направили против донских антибольшевистских сил генерала А. М. Каледина. Этот вооружённый конфликт затронул также территорию Украины: часть советских войск наступала через Харьков в сторону Донецкого бассейна, установив заслон по линии железнодорожных станций Ворожба — Люботин — Павлоград — Синельниково. Как писали в своей работе Н. Е. Какурин и И. И. Вацетис, «близость советских войск дала на Украине толчок выступлению сил, враждебных Центральной раде, власть которой была свергнута во многих промышленных и портовых центрах Украины».
26 декабря 1917 (8 января 1918) советская власть была установлена в Екатеринославе. 26-27 декабря (8-9 января) войска Антонова-Овсеенко захватили крупнейшие промышленные центры Луганск и Мариуполь. В ночь на 28 декабря (10 января) в Харькове местные красногвардейские формирования разоружили два полка УНР и положили конец двоевластию. К 2 (15) января был занят Александровск, что позволило установить связь с Крымом, а силы большевиков расположились для дальнейших действий в направлении Мариуполь — Таганрог — Ростов. 5 (18) января советская власть была установлена в Одессе.
Провозглашение советской власти в Харькове и занятие большевиками ряда промышленных центров на территории Восточной и Южной Украины при сохранении в Киеве Центральной рады, декларировавшей самостоятельность Украины, неизбежно вело к переходу борьбы за власть на Украине в острую фазу. В это время под контролем Центральной рады находились Киев, правобережные Волынская губерния и Подольская губерния, а также часть Левобережья — территории Черниговской, Полтавской, Екатеринославской (частично), Херсонской, где держали оборону против советских войск разрозненные войска УНР.4 (17) января советское правительство Украины официально объявило войну Центральной раде. 5 (18) января Антонов-Овсеенко издал директиву об общем наступлении советских войск против Центральной рады. Главный удар наносился на Полтаву при дальнейшем движении на Киев совместно с большевизированными частями бывшей Русской армии, которые угрожали Киеву с разных сторон, в том числе частями распавшегося Юго-Западного фронта. Общее руководство операцией было возложено на начальника штаба Южной группы войск М. А. Муравьёва.
6 (19) января советские войска взяли Полтаву.
9 (22) января после разгона большевиками Всероссийского учредительного собрания и перед лицом разворачивающегося наступления советских войск Малая Рада выпустила свой IV Универсал, которым провозгласила самостоятельность Украинской Народной Республики, поручив новому правительству УНР — Совету народных министров — начать самостоятельные мирные переговоры с государствами австро-германского блока (см. ниже).
Несмотря на ожесточённые бои за населённые пункты по линии железной дороги Полтава — Киев, разрозненные украинские части не были в состоянии остановить продвижение советских войск, наступавших с нескольких направлений.
В это время киевские большевики проводили подготовку к вооружённому восстанию с целью свержения Центральной рады. Восстание началось в 3 часа ночи 16 (29) января выступлением на заводе «Арсенал». К нему присоединились рабочие других предприятий города, часть солдат из Богдановского, Шевченковского полков и полка имени Сагайдачного. В защиту Центральной рады выступили отдельные подразделения Богдановского, Полуботковского, Богунского полков, а также Галицко-Буковинский курень сечевых стрельцов и Вольное казачество. Между тем, большинство войск киевского гарнизона (бывшей Русской армии) сохраняли нейтралитет. 19 января (1 февраля) в Киев прорвались части Гайдамацкого коша Слободской Украины под командованием Симона Петлюры, отозванного с фронта для подавления восстания, и Гордиенковский полк с Северного фронта под командованием полковника Всеволода Петрова. 20 января (2 февраля) восставшие были вынуждены отступить на территорию завода «Арсенал». Завод был окружён войсками Центральной рады, подвергся артиллерийскому обстрелу и 22 января (4 февраля) был взят в результате кровопролитного штурма. Восстание было подавлено.
22 января (4 февраля), в день подавления большевистского восстания в Киеве, войска Муравьёва подошли к городу и закрепились в Дарнице, после чего начали артиллерийский обстрел города. 27 января (9 февраля) Киев был взят войсками Муравьёва, а накануне, в ночь с 25 на 26 января (7-8 февраля), украинское правительство и остатки войск УНР ушли из Киева по Житомирскому шоссе.

## Переговоры Украины с Центральными державами в Бресте
22 декабря 1917 года (4 января 1918) германский канцлер Г. фон Гертлинг сообщил в своём выступлении в Рейхстаге, что в Брест-Литовск прибыла делегация Украинской центральной рады во главе с Всеволодом Голубовичем. Германия согласилась начать сепаратные переговоры с украинской делегацией, надеясь использовать это как рычаг и против Советской России, и против своего союзника — Австро-Венгрии. Украинские дипломаты, которые вели предварительные переговоры с немецким генералом М. Гофманом, начальником штаба германских армий на Восточном фронте, вначале заявляли о претензиях на присоединение к Украине Холмщины (входившей в состав Польши, оккупированной в ходе военных действий немецкими войсками), а также австро-венгерских этнически украинских территорий — Буковины и Восточной Галиции. Гофман, однако, настоял на том, чтобы они снизили свои требования и ограничились одной Холмщиной, согласившись на то, чтобы Буковина и Восточная Галиция образовали самостоятельную австро-венгерскую коронную территорию под владычеством Габсбургов. Именно эти требования украинская делегация отстаивала в своих дальнейших переговорах с австро-венгерской делегацией.
30 декабря 1917 (12 января 1918) министр иностранных дел Австро-Венгрии граф Оттокар Чернин заявил от лица Четверного союза о формальном признании делегации УНР самостоятельной делегацией и полномочным представителем «самостоятельной Украинской Народной Рады», но отказался обсуждать на мирных переговорах вопросы Галиции, Буковины и Закарпатья, рассматривая их как внутреннее дело Габсбургской монархии. В то же время представители Центральных держав признали, что Холмщина и Подляшье должны будут войти в состав УНР.

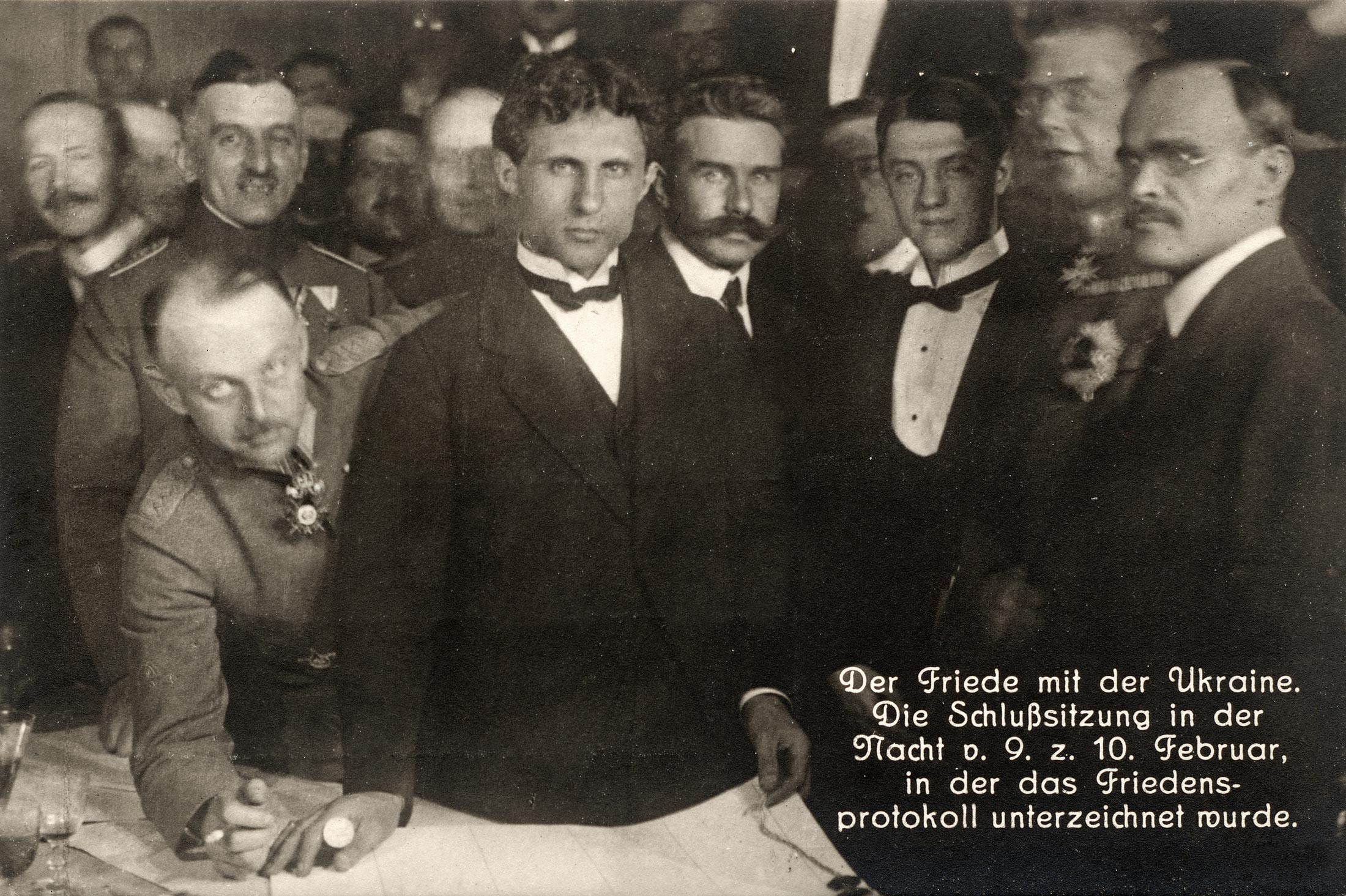
Подписание мирного договора между УНР и Центральными державами 27 января (9 февраля) 1918 года

Вернувшись 7 (20) января 1918 в Киев, Всеволод Голубович убеждал Центральную раду в необходимости провозгласить независимость и пойти на немедленный мир с германским блоком. Он заверял, что немецко-австрийский альянс отдаст независимой Украине часть оккупированной немецкими войсками Волыни, районы Холмщины и Подляшья, решит болезненный вопрос принадлежности Галичины, окажет финансовую, дипломатическую и военную поддержку УНР. Часть политиков Центральной рады склонялись к провозглашению полной независимости УНР как к мере вынужденной, которая способна остановить наступление советских войск. В то же время с провозглашением независимости появлялась надежда разыграть карту неучастия независимой Украины в мировой войне, заявив, что «независимая Украина войны в 1914 году не объявляла и поэтому не будет её продолжать».
В ночь на 9 (22) января 1918 Центральная рада под давлением фракции украинских эсеров приняла IV Универсал, которым УНР провозглашалась «самостоятельным, ни от кого не зависимым, свободным, суверенным государством украинского народа». Одним из положений IV Универсала новому правительству УНР — Совету народных министров — предписывалось в первоочередном порядке «с этого дня вести уже начатые им переговоры о мире с Центральными державами совершенно самостоятельно и довести их до конца, невзирая ни на какие препоны со стороны каких-либо других частей бывшей Российской империи, и установить мир…»
18 (31) января 1918 в Киеве произошли серьёзные политические изменения. Премьер Винниченко распустил социал-демократический Совет министров УНР, предоставив одному из лидеров эсеров Всеволоду Голубовичу формировать новый кабинет. В Брест-Литовск отправилась новая украинская делегация, которую на этот раз возглавил Александр Севрюк.

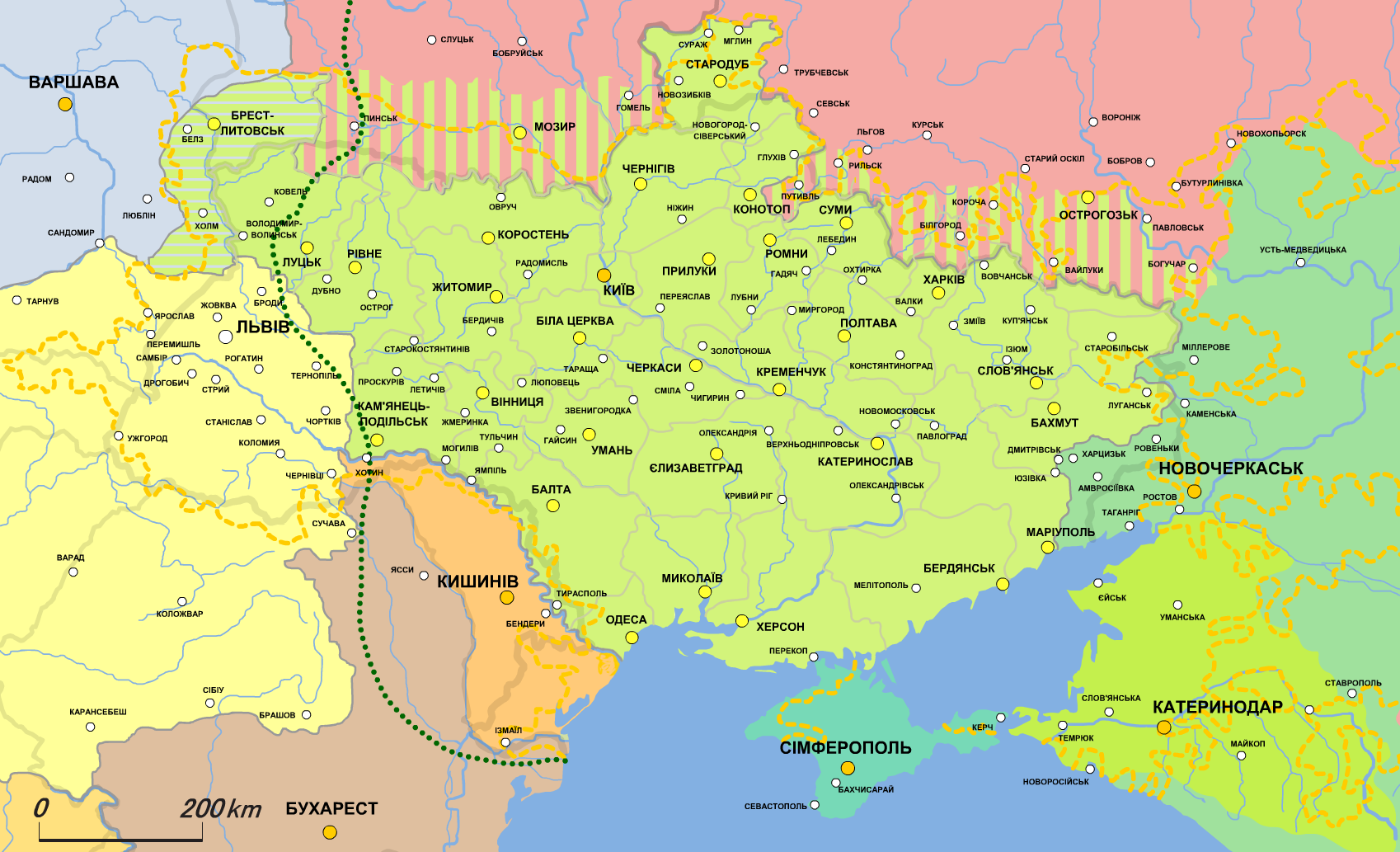
Украинская Народная Республика в границах, признанных Центральными державами
Границы УНР по договору
Спорные территории
Границы проживания украинцев
Границы продвижения немцев осенью 1917
Подляшье, передаваемое УНР
Советская Россия
Донское краевое правительство
Кубанское краевое правительство
Крымско-татарское правительство
Австро-Венгерская империя
Польский регентский совет
Румынское королевство
Молдавская народная республика
Сербия

22 января (4 февраля) Девятый общий съезд Центральной Рады предоставил Совету народных министров право подписать договор.
27 января (9 февраля) германская и австро-венгерская делегации подписали сепаратный мирный договор с делегацией Центральной рады. В обмен на военную помощь в вытеснении советских сил с территории Украины УНР обязалась поставить Германии и Австро-Венгрии до 31 июля 1918 г. миллион тонн зерна, 400 млн яиц, до 50 тыс. тонн мяса рогатого скота, сало, сахар, пеньку, марганцевую руду и пр. Австро-Венгрия также взяла на себя обязательство создать автономную Украинскую область в Восточной Галиции.
Границы между УНР и Австро-Венгрией по этому договору совпадали с довоенными между Российской империей и Австро-Венгрией, а в пределах предполагаемой Польши их должна была окончательно признать совместная комиссия на основании «этнографических отношений и с учётом желаний населения». Стороны высказали желание жить в мире и дружбе, отказались от взаимных претензий на возмещение убытков, причинённых войной, обязались восстановить экономические отношения, произвести обмен военнопленными и излишками сельскохозяйственных и промышленных товаров. Также была подписана секретная декларация об объединении Восточной Галиции и Северной Буковины в отдельный коронный край.
Тем временем отступление сил УНР продолжилось в направлении Житомира, откуда уже 30 января (12 февраля) было решено отойти главными силами из Житомира на северо-запад, в глухое Полесье, рассчитывая на помощь частей Польского корпуса, восставшего против большевиков в Белоруссии, под Мозырем. Центральная рада и «Сечевой курень» отбыли далее на запад, в Сарны, к самому германо-украинскому фронту. Деятели Рады надеялись продержаться здесь до вступления на украинскую территорию немецких войск.
31 января (13 февраля) в Бресте делегация УНР, по тайному решению нескольких украинских эсеров из Совета министров, обратилась к Германии и Австро-Венгрии с просьбой о помощи УНР против советских войск, что стало логическим продолжением подписанного несколькими днями ранее мирного договора. Хотя военная конвенция между УНР, Германией и Австро-Венгрией, ставшая правовой основой для вступления австро-германских войск на территорию Украины, была официально оформлена позднее, германское командование уже 31 января дало своё предварительное согласие на вступление в войну против большевиков и начало активно готовиться к походу на Украину.

## Брестский мир и немецкая оккупация

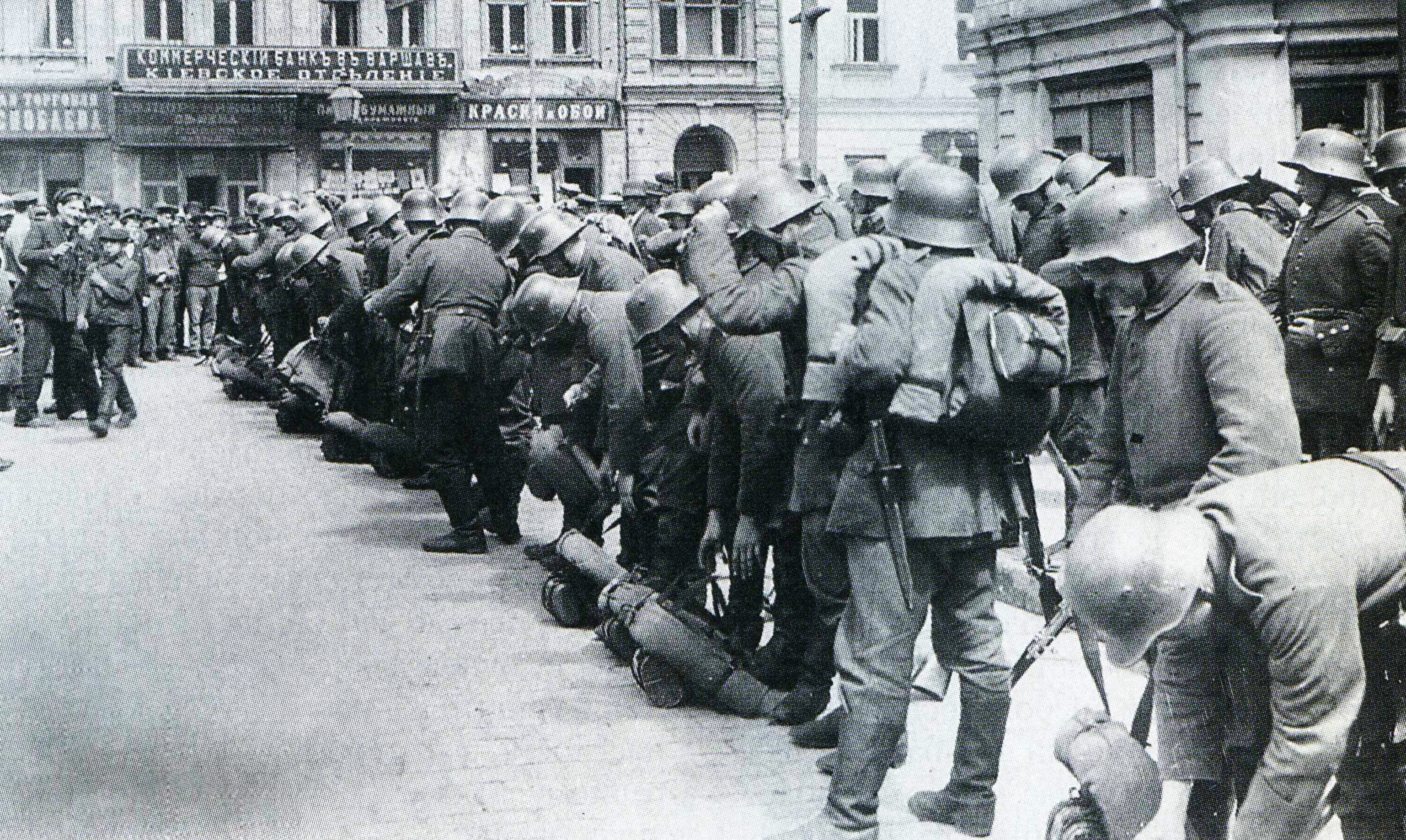
Немецкие оккупационные войска в Киеве. Март 1918 года.

## Вооружённый разгон Рады немецкими войсками
В ночь с 24 на 25 апреля 1918 года из собственной квартиры в Киеве неизвестными лицами был похищен миллионер, глава Русского для внешней торговли банка, член финансовой комиссии Центральной рады Абрам Добрый. Заказчиками преступления германское командование объявило министра внутренних дел Центральной Рады М. Ткаченко, военного министра Центральной Рады полковника А. Жуковского и премьер-министра украинского правительства В. Голубовича. Похищение министрами Рады человека, через банк которого шли финансовые операции оккупационных войск с Рейхсбанком, вызвало негодование немецкого командующего на Украине Германа фон Эйхгорна. 26 апреля он издал указ, согласно которому все уголовные преступления на территории Украины выборочно могли подлежать германскому военно-полевому суду при сохранении параллельной работы украинской правовой системы.

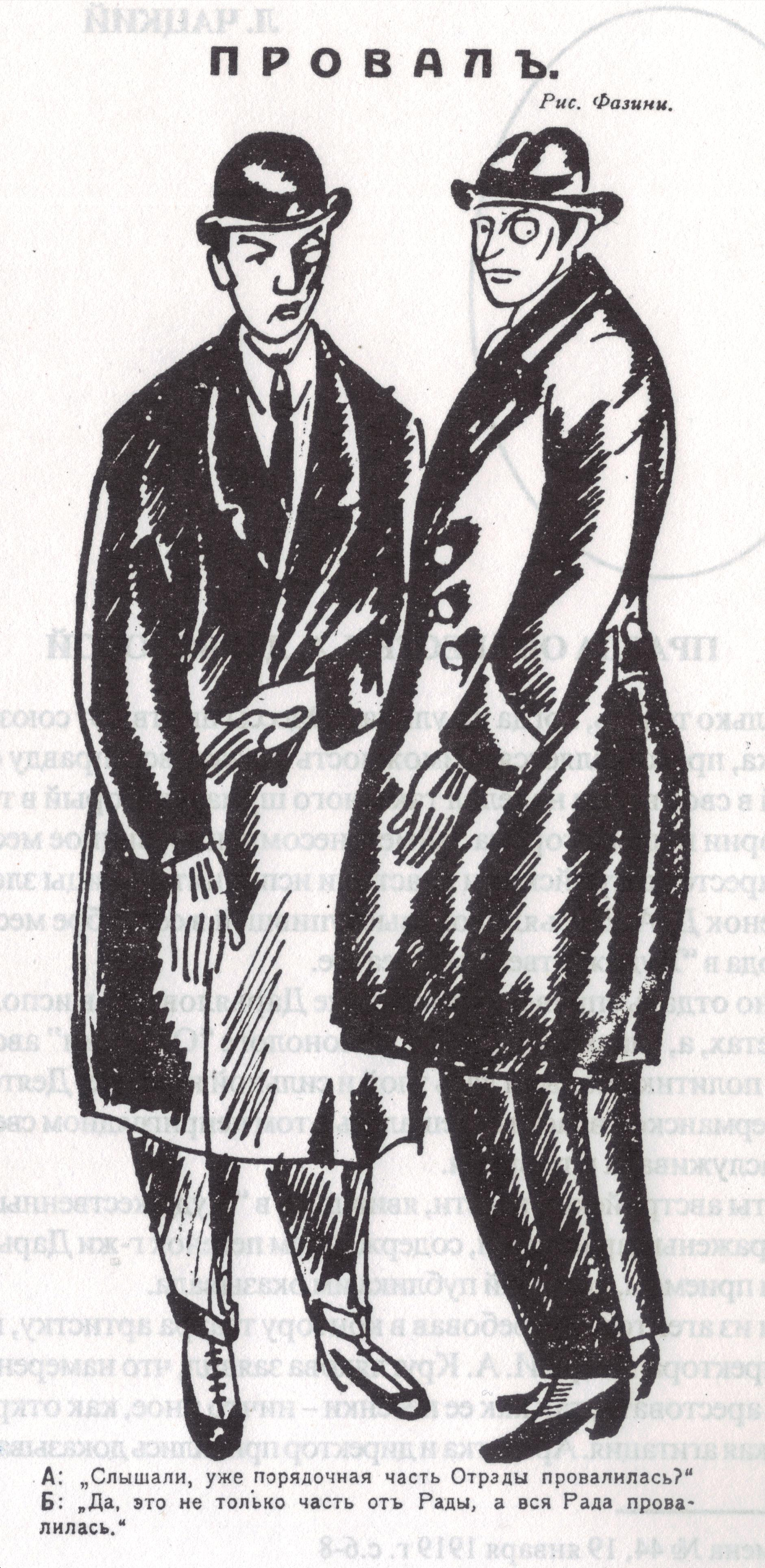
Карикатура «Провал Центральной рады». Май 1918

28 апреля 1918 года в зал киевского Педагогического музея, во время вечернего заседания Центральной рады, вошёл вооружённый немецкий патруль и приказал всем участникам заседания поднять руки вверх. Все арестованные были обысканы на предмет наличия оружия, а затем отправлены домой. После этого Рада больше не собиралась.
29 апреля 1918 года УЦР приняла конституцию УНР. Одновременно в Киеве проходил съезд хлеборобов, который провозгласил генерала Павла Скоропадского гетманом Украинской державы. Новоизбранный гетман П. Скоропадский издал грамоту, согласно которой УЦР и Малая рада считались распущенными, а изданные ими законы отменялись.

### Суд над членами рады
Вскоре в Киеве прошёл судебный процесс над премьер-министром рады Всеволодом Голубовичем и некоторыми министрами, обвинявшимися в похищении банкира А. Доброго. Прокурором был немец. Процесс проходил с переводчиком на русском и немецком языках. Во время процесса с Голубовичем произошла истерика. Обвиняемые признали свою причастность к похищению, но не с целью выкупа, а «в знак протеста против того, что генерал фон Эйхгорн отменил универсал рады о социализации земли». Двое обвиняемых были осуждены.

## Разное
За весь период существования УЦР её главой был М. Грушевский, а в 1918 году его заместителями были С. Веселовский, М. Шраг, А. Никовский, Ф. Крижанивский, секретарями Н. Еремиев, Н. Чечель, А. Постоловский, Я. Левченко, Е. Онацкий, Л. Чикаленко. За период существования УЦР существовали многократно изменённые правительства под руководством В. Винниченко (28 июня 1917 г. — 30 января 1918 г.) и В. Голубовича (30 января 1918 г. — 29 апреля 1918 г.).
Заседания УЦР (Малой рады) проходили в доме Педагогического Музея на Великовладимирской улице, а пленарные сессии УЦР в Троицком народном доме (театре М. Садовского). Официальным изданием УЦР были «Вести из Украинской Центральной рады»; а правительства УНР соответственно «Вестник Генерального секретариата УНР» (выходил с ноября 1917 года).